# Roary the Racing Car
Roary the Racing Car (conocida como Roary, el carrito veloz en Hispanoamérica y Roary, el cochecito veloz en España) es una serie de televisión infantil británica animada en stop motion, creada por David Jenkins y producida por Cosgrove Hall Films, Chapman Entertainment y HIT Entertainment. La serie sigue las aventuras de Roary y sus amigos autos de carreras en la pista de carreras de Silver Hatch.

## Descripción

### Argumento
La serie sigue las vidas y aventuras de cinco vehículos de carreras, Roary, Maxi, Cici, Drago (en inglés Drifter), Latón (en inglés Tin Top), y las personas para las que aún trabajan, Cris Tuerca (en inglés Big Chris), Marcia (en inglés Marsha) y el dueño de la pista de carreras, el Sr. Carburador (en inglés Mr Carburettor). También está PC Pete, Don Verdín (en inglés Farmer Green), Topo (en inglés Molecom), Flash y muchos más. La trama a veces gira en torno a otros personajes vehículos, como Oxi (en inglés Rusty), RT (en inglés FB), Nick, Ganchín (en inglés Plugger), Zippee, Hellie, Brisa, Conrod, James y Carguín.

### Escenario
La serie se desarrolla en torno a un circuito de carreras de motor ficticio llamado Silver Hatch (una combinación de los nombres de los dos circuitos de carreras del Gran Premio de Gran Bretaña, Silverstone y Brands Hatch). La mayor parte de la acción tiene lugar en los boxes y el taller de la pista, aunque a menudo seguimos a los coches en sus vueltas por la pista. Ocasionalmente, los personajes se aventuran a lugares externos como la playa cercana.

### Narración
Cada historia comienza y termina con una breve narración normalmente en la versión original británica por el piloto de carreras Stirling Moss, que murió el 12 de abril de 2020. También se utiliza como voz en off. La versión estadounidense está narrada por el conductor de autos stock estadounidense Sam Hornish, Jr. En Latinoamérica está narrada por Paulo Castro en la versión chilena que fue transmitida por Discovery Kids y Gonzalo Moreno en la versión argentina que está disponible oficialmente en YouTube.

## Personajes

### Vehículos
- Roary: es un carrito atrevido británico de 5 años, al que le gusta mucho su osito de peluche. Él tiene el número 1 y es de color rojo.
- Maxi: es un auto de Fórmula 1 italiano de 12 años que fue el ganador de las carreras hasta que llegó Roary. Él es el número 5 y es de color amarillo.
- Drago (Latinoamérica)/Drifter (España) (en inglés: Drifter en el Reino Unido/Dragga en los Estados Unidos): es un auto japonés de 11 años que tiene un dragón dibujado en sus puertas y luces de neón azules. Él es el número 6 y es de color naranja.
- Latón (Latinoamérica)/Tin Top (España) (en inglés: Tin Top): es un stock car estadounidense que siempre anda estrellándose tiene 14 años Él tiene el número 88 y es de color azul con blanco y rojo. Se parece al Rayo McQueen de Cars.
- Cici (en inglés: Zizzy en los Estados Unidos): es un auto rosa francés que está enamorada de Roary y lo reta a las carreras. Es su mejor amiga, tiene 4 años, tiene el número 3 y es de color rosa.
- Hellie: Es el helicóptero en que se mueve el Sr. Carburador a lo largo de la pista y él tiene 10 años. También lo ayuda a encontrar a los autos perdidos. Mientras tanto posee un excelente receptor que le permite comunicarse con el personal que se encuentra en tierra firme.
- Ganchín (Latinoamérica)/Gancho (España) (en inglés: Plugger en el Reino Unido/Lugga en los Estados Unidos): es una grúa caribeña que salva a todos y tiene 44 años.
- RT/Remolquete o FP (en inglés: FB en el Reino Unido/Trucksy en los Estados Unidos): es la camioneta que transporta los productos cultivados en el jardín de Don Verdín a Silver Hatch, como biocombustible de remolacha. Siempre le gustó correr muy rápido como los otros autos, pero aprendió lecciones al respecto cuando tuvo un accidente, cuando corría con Roary, Maxi y Flash.
- Zippee: es la motoneta de Marcia que se comunica utilizando varios sonidos similares a los de una bocina de auto.
- Oxi (en inglés: Rusty): es la caravana donde vive Cris. Antiguamente circulaba por carreteras y avenidas, pero ahora está estacionado en una esquina de Silver Hatch y está completamente oxidado, aunque sigue siendo útil.
- Conrod: es un auto de carreras australiano de 10 años que lleva el nombre del tramo de pista de carreras en el circuito Mount Panorama en Bathurst, Nueva Gales del Sur. Tiene un V8 grande y ruidoso y llega sin previo aviso a Silver Hatch.
- Carguín (en inglés: Loada): es un camión que lleva los autos a ocasiones especiales. Tiene muchas historias diferentes de la carretera y disfruta contándoselas a sus amigos. Tiene 20 años y es verde, blanco y naranja.
- Nick: es el auto de policía de Silver Hatch que se acerca a un Lamborghini Gallardo o Murciélago, que trabaja con PC Pete para mantener los autos seguros. Le gusta jugar con los otros autos y le gustaría poder correr con ellos también. Tiene 16 años y es de color azul, blanco y naranja.
- James: es un auto deportivo clásico plateado que se asemeja a un Aston Martin DB5, que lleva a Mamma Mia a donde sea que necesite ir. Tiene varios artilugios que incluyen un asiento eyector, un paraguas, cañones de agua y una toalla.
- Brisa (en inglés: Breeze): es un buggy de playa que vive en la playa de Silver Hatch. Es buena para las acrobacias, como Cici, y le encanta cuando los otros autos vienen de visita.

### Humanos
- Cris Tuerca (Latinoamérica)/Gran Cris (España) (en inglés: Big Chris): es un mecánico que es desordenado y tiene 27 años. Su comida favorita son las rosquillas y la pizza.
- Marcia (Latinoamérica)/Marsha (España) (en inglés: Marsha): es una chica que le gusta el orden y la limpieza le recuerda a Cris lo sucio que es y tiene 15 años.
- Sr. Carburador (Latinoamérica)/Mr. Carburador (España) (en inglés: Mr. Carburettor): es el inspector de la pista de carreras. Nació en Italia, y tiene 65 años.
- Don Verdín o Sr. Granjero (Latinoamérica)/Granjero Green (España) (en inglés: Farmer Green): es el granjero, tiene 50 años y vive en la granja al lado de la pista de carreras con su camioneta Remolquete y su burro Dinkie.
- Mamma Mia: es la madre del Sr. Carburador y la dueña de James. Cuando visitó Silver Hatch por primera vez, fue gracias a Flash que disfrutó de la carrera (lo que provocó que todos los autos, excepto Roary, chocaran). Ahora es una visitante habitual del hipódromo.
- Oficial Pete (en inglés: PC Pete en el Reino Unido/Officer Pete en los Estados Unidos): es el policía de Silver Hatch y el hermano menor de Marcia. Tiene 13 años y cuando ve uno de los autos de carrera alejándose de la pista, llama a su auto de policía, Nick, para que los siga.
- Cristina (en inglés: Big Christine): es la madre de Cris que tiene 70 años.

### Animales
- Flash (en inglés: Furz en los Estados Unidos): es el conejo problemático de Silver Hatch y el antagonista de la serie. Tiene 15 años y su patineta tiene propulsión máxima. A menudo hace cambios en la pista, como mover los conos de dirección para que los autos vayan a la granja de Don Verdín y su madriguera no se tambalee.
- Topo (en inglés: Molecom): es un topo que tiene un buen sentido de orientación y tiene 7 años
- Dinkie: es un burro gris que tiene como unos 60 años. Aunque no habla, siempre se encuentra a un lado de la pista moviendo sus orejas mientras pasan los autos. A veces, entra en la pista y se lo lleva Ganchín, Marcia o Topo.